# Army Wives (Fernsehserie)/Episodenliste

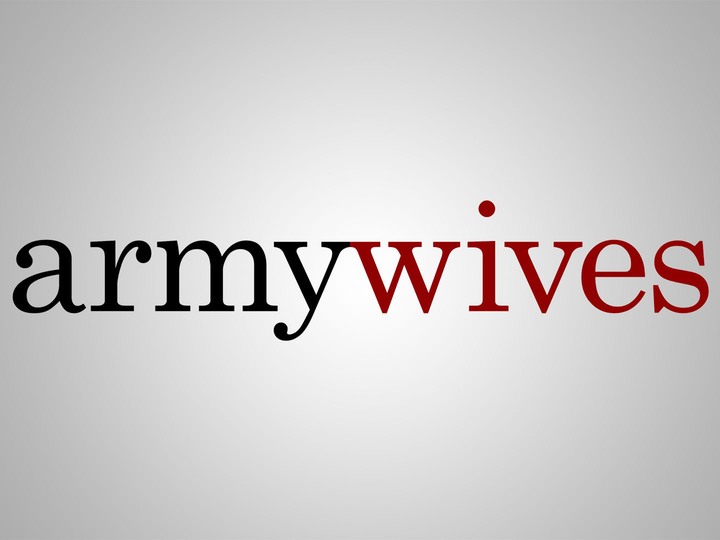
Logo zur Serie

Diese Episodenliste enthält alle Episoden der US-amerikanischen Dramaserie Army Wives, sortiert nach der US-amerikanischen Erstausstrahlung. In den Jahren 2007 bis 2013 wurden in sieben Staffeln insgesamt 117 Episoden mit einer Länge von jeweils etwa 60 Minuten produziert.

## Übersicht
| Staffel | Episodenanzahl | Erstausstrahlung USA | Erstausstrahlung USA | Deutschsprachige Erstausstrahlung | Deutschsprachige Erstausstrahlung |
| Staffel | Episodenanzahl | Staffelpremiere      | Staffelfinale        | Staffelpremiere                   | Staffelfinale                     |
| ------- | -------------- | -------------------- | -------------------- | --------------------------------- | --------------------------------- |
| 1       | 13             | 3. Juni 2007         | 26. August 2007      |                                   |                                   |
| 2       | 19             | 8. Juni 2008         | 2. November 2008     |                                   |                                   |
| 3       | 18             | 7. Juni 2009         | 11. Oktober 2009     |                                   |                                   |
| 4       | 18             | 11. April 2010       | 22. August 2010      |                                   |                                   |
| 5       | 13             | 6. März 2011         | 12. Juni 2011        |                                   |                                   |
| 6       | 23             | 4. März 2012         | 9. September 2012    |                                   |                                   |
| 7       | 13             | 10. März 2013        | 9. Juni 2013         |                                   |                                   |

## Staffel 1
Die Erstausstrahlung der ersten Staffel war vom 3. Juni bis zum 26. August 2007 auf dem US-amerikanischen Kabelsender Lifetime zu sehen. Eine deutschsprachige Ausstrahlung wurde bisher nicht gesendet.
| Nr. (ges.) | Nr. (St.) | Deutscher Titel | Originaltitel          | Erstausstrahlung USA | Deutschsprachige Erstausstrahlung (—) | Regie               | Drehbuch                            |
| ---------- | --------- | --------------- | ---------------------- | -------------------- | ------------------------------------- | ------------------- | ----------------------------------- |
| 1          | 1         | —               | A Tribe Is Born        | 3. Juni 2007         | —                                     | Ben Younger         | Katherine Fugate                    |
| 2          | 2         | —               | After Birth            | 10. Juni 2007        | —                                     | Perry Lang          | Katherine Fugate                    |
| 3          | 3         | —               | The Art Of Separation  | 17. Juni 2007        | —                                     | Patrick Norris      | Katherine Fugate                    |
| 4          | 4         | —               | One Of Our Own         | 24. Juni 2007        | —                                     | Michael Lange       | Rama Stagner                        |
| 5          | 5         | —               | Independence Day       | 1. Juli 2007         | —                                     | John T. Kretchmer   | Hilly Hicks, Jr.                    |
| 6          | 6         | —               | Who We Are             | 8. Juli 2007         | —                                     | Allison Liddi-Brown | Dee Johnson                         |
| 7          | 7         | —               | Hail And Farewell      | 15. Juli 2007        | —                                     | Kevin Dowling       | Rama Stagner                        |
| 8          | 8         | —               | Only The Lonely        | 22. Juli 2007        | —                                     | Rob Spera           | Amanda Lasher                       |
| 9          | 9         | —               | Nobody’s Perfect       | 29. Juli 2007        | —                                     | Patrick Norris      | Dee Johnson                         |
| 10         | 10        | —               | Dirty Laundry          | 5. Aug. 2007         | —                                     | Joanna Kerns        | Julie Rottenberg & Elisa Zuritsky   |
| 11         | 11        | —               | Truth And Consequences | 12. Aug. 2007        | —                                     | Perry Lang          | Bruce Zimmerman                     |
| 12         | 12        | —               | Rules Of Engagement    | 19. Aug. 2007        | —                                     | Glenn Kershaw       | Jeff Melvoin & Michael Oates Palmer |
| 13         | 13        | —               | Goodbye Stranger       | 26. Aug. 2007        | —                                     | Jeff Melman         | Katherine Fugate                    |

## Staffel 2
Die Erstausstrahlung der zweiten Staffel war vom 8. Juni bis zum 2. November 2008 auf dem US-amerikanischen Kabelsender Lifetime zu sehen. Eine deutschsprachige Ausstrahlung wurde bisher nicht gesendet.
| Nr. (ges.) | Nr. (St.) | Deutscher Titel | Originaltitel                  | Erstausstrahlung USA | Deutschsprachige Erstausstrahlung (—) | Regie                | Drehbuch                                                     |
| ---------- | --------- | --------------- | ------------------------------ | -------------------- | ------------------------------------- | -------------------- | ------------------------------------------------------------ |
| 14         | 1         | —               | Would You Know My Name         | 8. Juni 2008         | —                                     | Rob Spera            | Katherine Fugate                                             |
| 15         | 2         | —               | Strangers in a Strange Land    | 15. Juni 2008        | —                                     | John T. Kretchmer    | C.M. Nau                                                     |
| 16         | 3         | —               | The Messenger                  | 22. Juni 2008        | —                                     | Kevin Dowling        | Katherine Fugate                                             |
| 17         | 4         | —               | Leaving The Tribe              | 29. Juni 2008        | —                                     | Lloyd Ahern II       | Handlung: Nick Thiel Schauspiel: Bruce Zimmermann            |
| 18         | 5         | —               | The Hero Returns               | 6. Juli 2008         | —                                     | Joanna Kerns         | Katherine Fugate & Bruce Zimmerman                           |
| 19         | 6         | —               | Thicker Than Water             | 13. Juli 2008        | —                                     | Tawnia McKiernan     | John E. Pogue                                                |
| 20         | 7         | —               | Uncharted Territory            | 20. Juli 2008        | —                                     | Stephen Gyllenhaal   | Cynthia J. Cohen                                             |
| 21         | 8         | —               | Loyalties                      | 27. Juli 2008        | —                                     | Jeff Melman          | Handlung: Edgar Lyall & Kevin Maynard Schauspiel: Rob Bragin |
| 22         | 9         | —               | Casting Out The Net            | 3. Aug. 2008         | —                                     | Allison Liddi-Brown  | Bruce Zimmerman                                              |
| 23         | 10        | —               | Duplicity                      | 10. Aug. 2008        | —                                     | Tim Hunter           | Gil Grant                                                    |
| 24         | 11        | —               | Mothers & Wives                | 17. Aug. 2008        | —                                     | Chris Peppe          | John E. Pogue                                                |
| 25         | 12        | —               | Great Expectations             | 7. Sep. 2008         | —                                     | Peter Werner         | Barbara Hall                                                 |
| 26         | 13        | —               | Safe Havens                    | 14. Sep. 2008        | —                                     | Lloyd Ahern II       | Bruce Zimmerman                                              |
| 27         | 14        | —               | Payback                        | 21. Aug. 2008        | —                                     | John T. Kretchmer    | Handlung: Lyla Oliver Schauspiel: John E. Pogue              |
| 28         | 15        | —               | Thank You For Letting Me Share | 5. Okt. 2008         | —                                     | Carl Lawrence Ludwig | Margaret Oberman                                             |
| 29         | 16        | —               | Transitions                    | 12. Okt. 2008        | —                                     | John Terlesky        | Tim O’Donnell                                                |
| 30         | 17        | —               | All in the Family              | 19. Okt. 2008        | —                                     | Rob Spera            | Cynthia J. Cohen                                             |
| 31         | 18        | —               | Departures, Arrivals           | 26. Okt. 2008        | —                                     | John T. Kretchmer    | Nick Thiel                                                   |
| 32         | 19        | —               | Last Minute Changes            | 2. Nov. 2008         | —                                     | Stephen Gyllenhaal   | Wendy Gillis                                                 |

## Staffel 3
Die Erstausstrahlung der dritten Staffel war vom 7. Juni bis zum 11. Oktober 2009 auf dem US-amerikanischen Kabelsender Lifetime zu sehen. Eine deutschsprachige Ausstrahlung wurde bisher nicht gesendet.
| Nr. (ges.) | Nr. (St.) | Deutscher Titel | Originaltitel            | Erstausstrahlung USA | Deutschsprachige Erstausstrahlung (—) | Regie                | Drehbuch                               |
| ---------- | --------- | --------------- | ------------------------ | -------------------- | ------------------------------------- | -------------------- | -------------------------------------- |
| 33         | 1         | —               | Best Laid Plans          | 7. Juni 2009         | —                                     | Joanna Kerns         | Bruce Zimmerman                        |
| 34         | 2         | —               | About Face               | 14. Juni 2009        | —                                     | Stephen Gyllenhaal   | Debra Fordham                          |
| 35         | 3         | —               | Moving Out               | 21. Juni 2009        | —                                     | Kevin Dowling        | Karen Maser                            |
| 36         | 4         | —               | Incoming                 | 28. Juni 2009        | —                                     | Chris Peppe          | James Stanley & Dianne Messina Stanley |
| 37         | 5         | —               | Disengagement            | 5. Juli 2009         | —                                     | Peter Werner         | Rebecca Dameron                        |
| 38         | 6         | —               | Family Readiness         | 12. Juli 2008        | —                                     | Lloyd Ahern II       | T.D. Mitchell                          |
| 39         | 7         | —               | Onward Christian Soldier | 19. Juli 2009        | —                                     | Carl Lawrence Ludwig | Jennifer Schuur                        |
| 40         | 8         | —               | Post And Prejudice       | 26. Juli 2009        | —                                     | Rob Spera            | Bruce Zimmerman                        |
| 41         | 9         | —               | Coming Home              | 2. Aug. 2009         | —                                     | Joanna Kerns         | James Stanley & Dianne Messina Stanley |
| 42         | 10        | —               | M.I.A.                   | 9. Aug. 2009         | —                                     | John T. Kretchmer    | Debra Fordham                          |
| 43         | 11        | —               | Operation: Tango         | 16. Aug. 2009        | —                                     | Lloyd Ahern II       | Karen Maser                            |
| 44         | 12        | —               | First Response           | 23. Aug. 2009        | —                                     | Glenn Kershaw        | Rebecca Dameron                        |
| 45         | 13        | —               | Duty To Inform           | 30. Aug. 2009        | —                                     | Emile Levisetti      | T.D. Mitchell                          |
| 46         | 14        | —               | Need to Know Basis       | 13. Sep. 2009        | —                                     | Allison Liddi-Brown  | Elizabeth Jacobs                       |
| 47         | 15        | —               | As Time Goes By…         | 20. Sep. 2009        | —                                     | Tom Verica           | Katherine Fugate & Bruce Zimmerman     |
| 48         | 16        | —               | Shrapnel And Alibis      | 27. Sep. 2009        | —                                     | Gloria Muzio         | James Stanley & Dianne Messina Stanley |
| 49         | 17        | —               | Fire In The Hole         | 4. Okt. 2009         | —                                     | John Terlesky        | Debra Fordham                          |
| 50         | 18        | —               | Fields Of Fire           | 11. Okt. 2009        | —                                     | Rob Spera            | Katherine Fugate & Karen Maser         |

## Staffel 4
Die Erstausstrahlung der vierten Staffel war vom 11. April bis zum 22. August 2010 auf dem US-amerikanischen Kabelsender Lifetime zu sehen. Eine deutschsprachige Ausstrahlung wurde bisher nicht gesendet.
| Nr. (ges.) | Nr. (St.) | Deutscher Titel | Originaltitel        | Erstausstrahlung USA | Deutschsprachige Erstausstrahlung (—) | Regie                | Drehbuch                               |
| ---------- | --------- | --------------- | -------------------- | -------------------- | ------------------------------------- | -------------------- | -------------------------------------- |
| 51         | 1         | —               | Collateral Damage    | 11. Apr. 2010        | —                                     | Allison Liddi-Brown  | Jeff Melvoin                           |
| 52         | 2         | —               | Scars & Stripes      | 18. Apr. 2010        | —                                     | Rob Spera            | Debra Fordham                          |
| 53         | 3         | —               | Homefront            | 25. Apr. 2010        | —                                     | Chris Peppe          | Bruce Zimmerman                        |
| 54         | 4         | —               | Be All You Can Be    | 2. Mai 2010          | —                                     | Kevin Dowling        | Karen Maser                            |
| 55         | 5         | —               | Guns & Roses         | 9. Mai 2010          | —                                     | Emile Levisetti      | Karen Maser                            |
| 56         | 6         | —               | Evasive Maneuvers    | 16. Mai 2010         | —                                     | Melanie Mayron       | Rebecca Dameron                        |
| 57         | 7         | —               | Heavy Losses         | 23. Mai 2010         | —                                     | Donna Deitch         | T.D. Mitchell                          |
| 58         | 8         | —               | Over and Out         | 6. Juni 2010         | —                                     | Carl Lawrence Ludwig | James Stanley & Dianne Messina Stanley |
| 59         | 9         | —               | New Orders           | 13. Juni 2010        | —                                     | Matia Karrell        | Bruce Zimmerman                        |
| 60         | 10        | —               | Trial & Error        | 20. Juni 2010        | —                                     | Gloria Muzio         | Debra Fordham                          |
| 61         | 11        | —               | Safety’s First       | 27. Juni 2010        | —                                     | Joanna Kerns         | Bill Rinier                            |
| 62         | 12        | —               | Change Of Station    | 11. Juli 2010        | —                                     | Rob Spera            | James Stanley & Dianne Messina Stanley |
| 63         | 13        | —               | Army Strong          | 18. Juli 2010        | —                                     | John Terlesky        | Rebecca Dameron                        |
| 64         | 14        | —               | AWOL                 | 25. Juli 2010        | —                                     | James Bruce          | Karen Maser                            |
| 65         | 15        | —               | Hearts & Minds       | 1. Aug. 2010         | —                                     | Glenn Kershaw        | Jennifer Schuur                        |
| 66         | 16        | —               | Mud, Sweat & Tears   | 8. Aug. 2010         | —                                     | John T. Kretchmer    | James Stanley & Diane Messina Stanley  |
| 67         | 17        | —               | Murder In Charleston | 15. Aug. 2010        | —                                     | Allison Liddi-Brown  | Bruce Zimmerman & T.D. Mitchell        |
| 68         | 18        | —               | Forward March        | 22. Aug. 2010        | —                                     | Joanna Kerns         | Tanya Biank                            |

## Staffel 5
Die Erstausstrahlung der fünften Staffel war vom 6. März bis zum 12. Juni 2011 auf dem US-amerikanischen Kabelsender Lifetime zu sehen. Eine deutschsprachige Ausstrahlung wurde bisher nicht gesendet.
| Nr. (ges.) | Nr. (St.) | Deutscher Titel | Originaltitel                  | Erstausstrahlung USA | Deutschsprachige Erstausstrahlung (—) | Regie                | Drehbuch                    |
| ---------- | --------- | --------------- | ------------------------------ | -------------------- | ------------------------------------- | -------------------- | --------------------------- |
| 69         | 1         | —               | Line Of Departure              | 6. März 2011         | —                                     | John T. Kretchmer    | Debra Fordham               |
| 70         | 2         | —               | Command Presence               | 13. März 2011        | —                                     | Carl Lawrence Ludwig | Karen Maser                 |
| 71         | 3         | —               | Movement To Contact            | 20. März 2011        | —                                     | John T. Kretchmer    | Rebecca Dameron             |
| 72         | 4         | —               | On Behalf Of A Grateful Nation | 27. März 2010        | —                                     | John Terlesky        | T.J. Brady & Rasheed Newson |
| 73         | 5         | —               | Soldier On                     | 3. Apr. 2011         | —                                     | Rob Spera            | Bill Rinier                 |
| 74         | 6         | —               | Walking Wounded                | 10. Apr. 2011        | —                                     | Chris Peppe          | James Stanley               |
| 75         | 7         | —               | Strategic Alliances            | 17. Apr. 2011        | —                                     | Melanie Mayron       | T.D. Mitchell               |
| 76         | 8         | —               | Supporting Arms                | 1. Mai 2011          | —                                     | Emile Levisetti      | Mary Leah Sutton            |
| 77         | 9         | —               | Countermeasures                | 8. Mai 2011          | —                                     | James Bruce          | Debra Fordham               |
| 78         | 10        | —               | Battle Buddies                 | 15. Mai 2011         | —                                     | Brian McNamara       | Tanya Biank                 |
| 79         | 11        | —               | Drop Zone                      | 22. Mai 2011         | —                                     | Rob Spera            | James Stanley               |
| 80         | 12        | —               | Firefight                      | 5. Juni 2011         | —                                     | John Terlesky        | Rasheed Newson              |
| 81         | 13        | —               | Farewell To Arms               | 12. Juni 2011        | —                                     | John T. Kretchmer    | Deb Fordham                 |

## Staffel 6
Die Erstausstrahlung der sechsten Staffel war vom 4. März bis zum 9. September 2012 auf dem US-amerikanischen Kabelsender Lifetime zu sehen. Eine deutschsprachige Ausstrahlung wurde bisher nicht gesendet.
| Nr. (ges.) | Nr. (St.) | Deutscher Titel | Originaltitel         | Erstausstrahlung USA | Deutschsprachige Erstausstrahlung (—) | Regie                | Drehbuch                                     |
| ---------- | --------- | --------------- | --------------------- | -------------------- | ------------------------------------- | -------------------- | -------------------------------------------- |
| 82         | 1         | —               | Winds Of War          | 4. März 2012         | —                                     | John T. Kretchmer    | Karen Maser                                  |
| 83         | 2         | —               | Perchance To Dream    | 4. März 2012         | —                                     | Rob Spera            | T.J. Brady & Rasheed Newson                  |
| 84         | 3         | —               | The Best Of Friends   | 11. März 2012        | —                                     | Joanna Kerns         | Linda Gase                                   |
| 85         | 4         | —               | Learning Curve        | 18. März 2012        | —                                     | Carl Lawrence Ludwig | Rebecca Dameron & James Stanley              |
| 86         | 5         | —               | True Colors           | 25. März 2012        | —                                     | Alex Shevchenko      | Bill Rinier                                  |
| 87         | 6         | —               | Viral                 | 1. Apr. 2012         | —                                     | Chris Peppe          | Marlana Hope                                 |
| 88         | 7         | —               | System Failure        | 8. Apr. 2012         | —                                     | John T. Kretchmer    | Rebecca Dameron                              |
| 89         | 8         | —               | Casualites            | 15. Apr. 2012        | —                                     | James Bruce          | Ken LaZebnik                                 |
| 90         | 9         | —               | Non-Combatants        | 22. Apr. 2012        | —                                     | John T. Kretchmer    | T.J. Brady & Rasheed Newson                  |
| 91         | 10        | —               | After Action Report   | 29. Apr. 2012        | —                                     | Melanie Mayron       | Karen Maser                                  |
| 92         | 11        | —               | Fallout               | 6. Mai 2012          | —                                     | Brian McNamara       | Linda Gase                                   |
| 93         | 12        | —               | Blood Relative        | 13. Mai 2012         | —                                     | John T. Kretchmer    | James Stanley                                |
| 94         | 13        | —               | General Complications | 20. Mai 2012         | —                                     | Joanna Kerns         | Bill Rinier                                  |
| 95         | 14        | —               | Fatal Reaction        | 24. Juni 2012        | —                                     | James Bruce          | Rebecca Dameron                              |
| 96         | 15        | —               | Tough Love            | 1. Juli 2012         | —                                     | Susan E. Walter      | Marlana Hope                                 |
| 97         | 16        | —               | Battle Scars          | 8. Juli 2012         | —                                     | Alex Shavchenko      | T.J. Brady & Rasheed Newson                  |
| 98         | 17        | —               | Hello Stranger        | 15. Juli 2012        | —                                     | Thom Rainey          | Rob Forman                                   |
| 99         | 18        | —               | Baby Steps            | 22. Juli 2012        | —                                     | Émile Levisetti      | James Stanley                                |
| 100        | 19        | —               | Centennial            | 5. Aug. 2012         | —                                     | Christine Moore      | Karen Maser                                  |
| 101        | 20        | —               | The War At Home       | 12. Aug. 2012        | —                                     | Anna Foerster        | Jason Lazarcheck                             |
| 102        | 21        | —               | Handicap              | 19. Aug. 2012        | —                                     | Glenn Kershaw        | Linda Gase                                   |
| 103        | 22        | —               | Domestic Maneuvers    | 26. Aug. 2012        | —                                     | Chris Peppe          | Bill Rinier                                  |
| 104        | 23        | —               | Onward                | 9. Sep. 2012         | —                                     | John T. Kretchmer    | Rebecca Dameron, T.J. Brady & Rasheed Newson |

## Staffel 7
Die Erstausstrahlung der siebten Staffel war vom 10. März bis zum 9. Juni 2013 auf dem US-amerikanischen Kabelsender Lifetime zu sehen. Eine deutschsprachige Ausstrahlung wurde bisher nicht gesendet.
| Nr. (ges.) | Nr. (St.) | Deutscher Titel | Originaltitel      | Erstausstrahlung USA | Deutschsprachige Erstausstrahlung (—) | Regie             | Drehbuch                    |
| ---------- | --------- | --------------- | ------------------ | -------------------- | ------------------------------------- | ----------------- | --------------------------- |
| 105        | 1         | —               | Ashes to Ashes     | 10. März 2013        | —                                     | Kevin Dowling     | James Stanley               |
| 106        | 2         | —               | From the Ashes     | 17. März 2013        | —                                     | Kevin Dowling     | Linda Gase                  |
| 107        | 3         | —               | Blowback           | 24. März 2013        | —                                     | Chris Peppe       | Bill Rinier                 |
| 108        | 4         | —               | Hearth and Home    | 31. März 2013        | —                                     | John T. Kretchmer | Karen Maser                 |
| 109        | 5         | —               | Disarmament        | 7. Apr. 2013         | —                                     | Brian McNamara    | T.J. Brady & Rasheed Newson |
| 110        | 6         | —               | Losing Battles     | 14. Apr. 2013        | —                                     | James Bruce       | Marlana Hope                |
| 111        | 7         | —               | Brace for Impact   | 21. Apr. 2013        | —                                     | John T. Kretchmer | Rob Forman                  |
| 112        | 8         | —               | Jackpot            | 28. Apr. 2013        | —                                     | Christine Moore   | Lynelle White               |
| 113        | 9         | —               | Blood and Treasure | 5. Mai 2013          | —                                     | Kelli Williams    | James Stanley               |
| 114        | 10        | —               | Reckoning          | 12. Mai 2013         | —                                     | Brian McNamara    | T.J. Brady & Rasheed Newson |
| 115        | 11        | —               | Adjustment Period  | 19. Mai 2013         | —                                     | Debbie Allen      | Karen Maser                 |
| 116        | 12        | —               | Damaged            | 2. Juni 2013         | —                                     | James Bruce       | Marlana Hope & Bill Rinier  |
| 117        | 13        | —               | All or Nothing     | 9. Juni 2013         | —                                     | John T. Kretchmer | Linda Gase                  |